# Operation Orchard

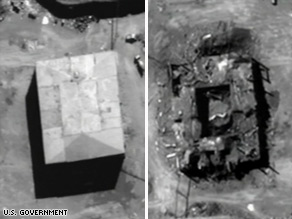
Außenansicht der Anlage vor und nach dem Luftangriff

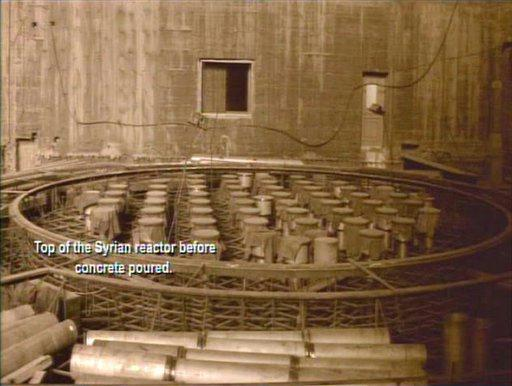
Innenansicht während der Bauphase

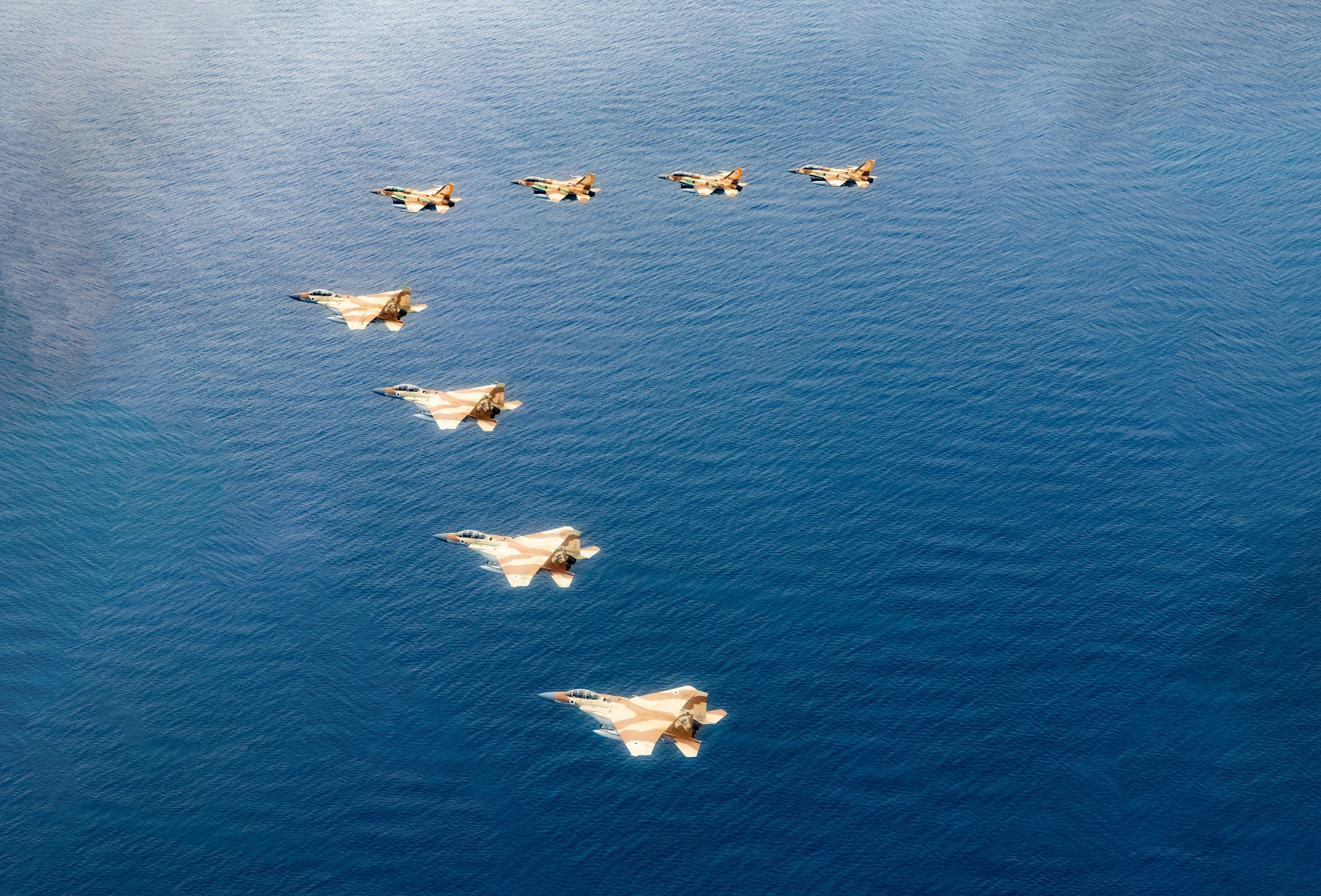
Vier F-15I und vier F-16I der IAF, wie sie auch den Angriff durchführten

Unter dem Decknamen Operation Orchard (hebräisch מִבְצָע בֻּסְתָּן Mivtza Bustan, deutsch ‚Operation Obstgarten‘) bzw. Operation Outside the Box (hebräisch מִבְצָע מִחוּץ לַקֻּפְסָה Mivtza miChutz laKufsa) flogen am 6. September 2007 acht Kampfflugzeuge der Israelischen Luftwaffe einen Angriff auf den al-Kibar-Reaktor im Nordosten von Syrien und zerstörten ihn. Laut späteren Veröffentlichungen waren dies vier F-15I-Jets Raʿam der „Hammers“-Staffel vom Militärflugplatz Chazerim und vier F-16I-Jets Sufa vom Militärflugplatz Ramon.
Das israelische Kabinett unter Ministerpräsident Ehud Olmert und die US-Regierung (Kabinett George W. Bush) rechtfertigten den Angriff damit, dass es sich bei dem zerstörten Gebäude um eine kerntechnische Anlage zur Erzeugung von militärisch nutzbaren radioaktiven Substanzen gehandelt habe. Die syrische Regierung bestritt dies.
Die Internationale Atomenergieorganisation (IAEO) führte später eine Untersuchung durch. In ihrem Bericht vom 5. Juni 2009 sprachen die IAEO-Experten von einer „signifikanten Anzahl anthropogener (chemisch bearbeiteter) Uranpartikel, die nicht Syriens bisher deklariertem Material entsprechen.“ Ferner forderte die IAEO von der Regierung in Damaskus die Erlaubnis für Inspektionen mit Zugang zu drei weiteren syrischen Anlagen, die im Zusammenhang mit al-Kibar gestanden haben könnten. Syrien ist bisher nicht darauf eingegangen.
Laut einem weiteren Bericht der IAEO vom 24. Mai 2011 befand sich in der zerstörten Anlage „sehr wahrscheinlich“ ein Kernreaktor.
Die israelische Militärführung hatte sich am 21. März 2018 erstmals zu der Operation bekannt.